# Trans Vorarlberg Triathlon
Der Trans Vorarlberg Triathlon war eine österreichische Triathlon-Sportveranstaltung über die Mitteldistanz (1,2 km Schwimmen, 93 km Radfahren und 12 km Laufen) in Vorarlberg.

## Organisation

### Erstaustragung 1993

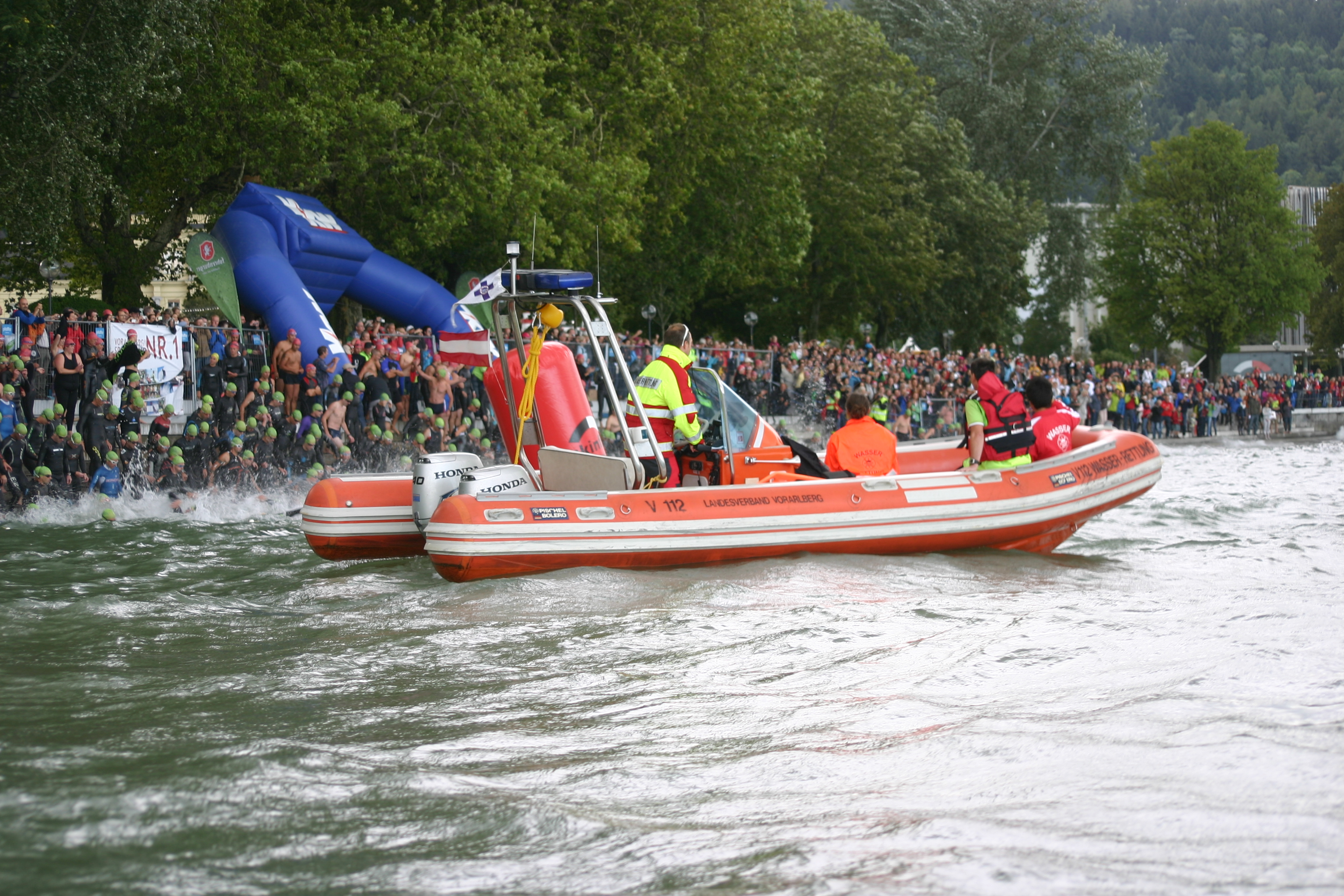
Start des Trans Vorarlberg Triathlon im Bodensee, 2012

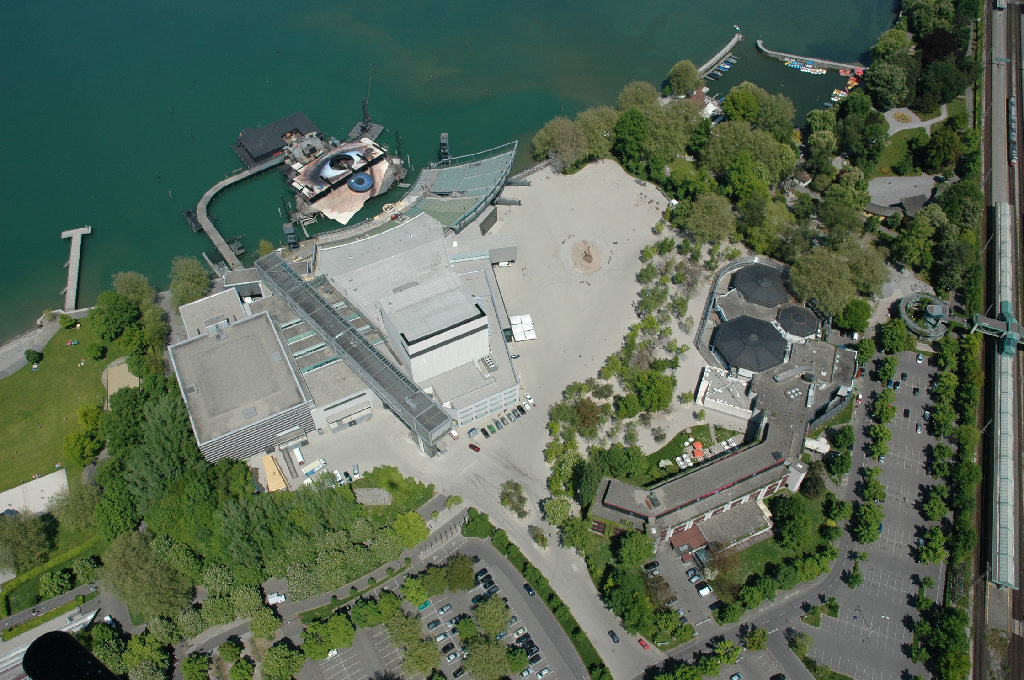
Erste Wechselzone nach dem Schwimmausstieg aufs Fahrrad beim Festspielhaus in Bregenz

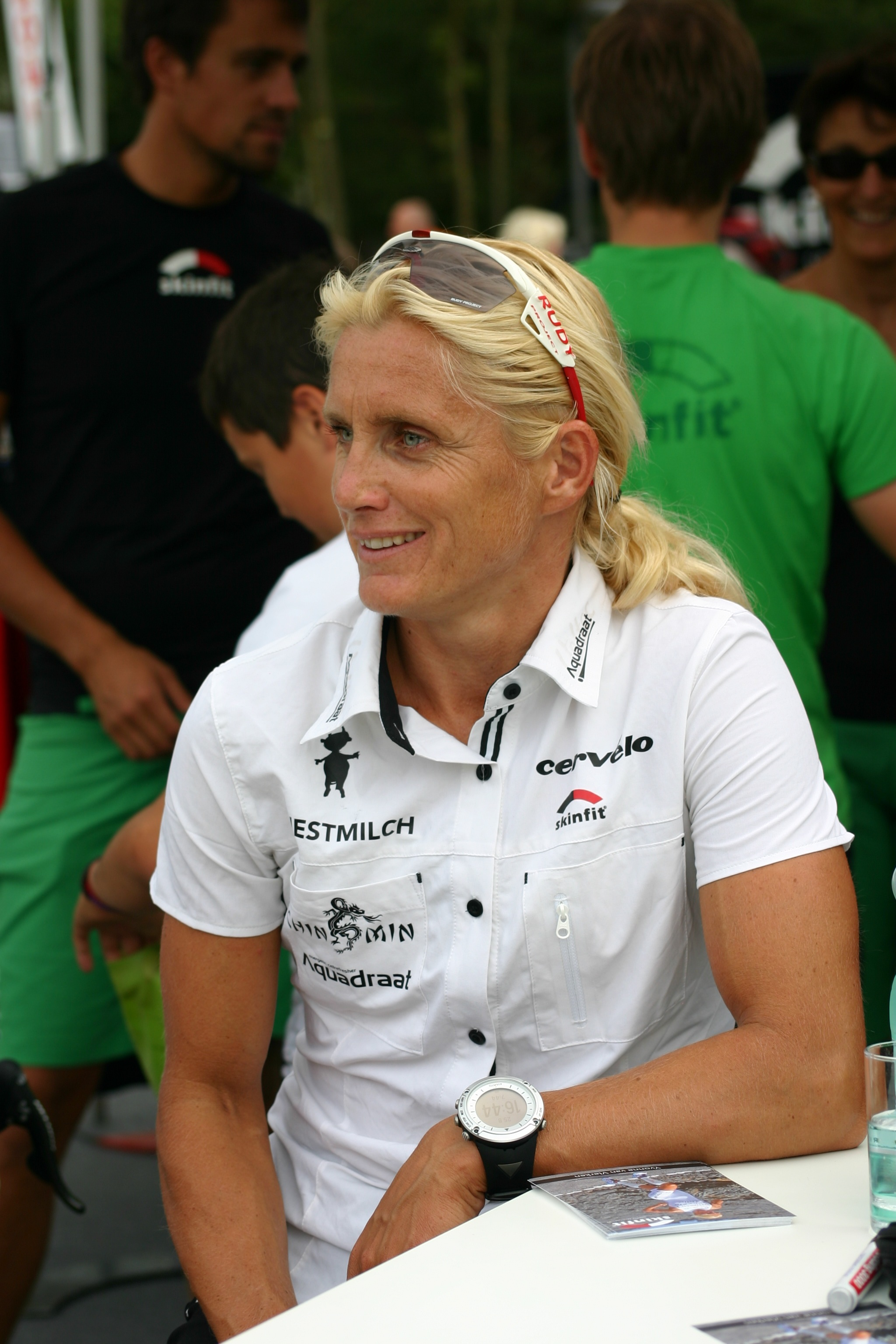
Yvonne van Vlerken am Tag vor dem Rennen in Bregenz (Siegerin 2012 und 2017)

Von 1993 bis 1997 wurde mit dem Trans Vorarlberg Triathlon (3 km Schwimmen, 120 km Radfahren und 15 km Laufen) ein Triathlon quer durch das westlichste österreichische Bundesland ausgetragen – mit Start in Lochau am Bodensee und Ziel auf der Bielerhöhe im Montafon. Organisiert wurden die Rennen von Peter Steurer.
Entgegen den meisten anderen Triathlon-Bewerben befanden sich hier Start und Ziel nicht am selben Ort, sondern waren weit voneinander entfernt. Dieser Bewerb über 138 km war neben dem Austria-Triathlon, der seit 1988 am Neusiedlersee ausgetragen wird, jahrelang eine der größten Triathlon-Veranstaltungen in Österreich.

### Triathlon-Staatsmeisterschaft auf der Langdistanz 1996
1996 wurde hier durch den Österreichischen Triathlonverband (ÖTRV) die Triathlon-Staatsmeisterschaft auf der Langdistanz ausgetragen und im Folgejahr 1997 war dieser Wettkampf das große Finale der vier Rennen umfassenden Serie „Best of the Alps“ – gemeinsam mit dem Kalterer See Triathlon, dem Triathlon im schweizerischen Spiez sowie dem Allgäu Triathlon.
Für 1998 wurde keine Austragung mehr ausgeschrieben und in den Jahren 2001 bis 2006 ist in Vorarlberg mit dem Brigantium Triathlon ein Bewerb auf der olympischen Distanz (1,5 km Schwimmen, 40 km Radfahren und 10 km Laufen) ausgetragen worden. Am Schweizer Bodenseeufer wurde in Rorschach von 2005 bis 2007 im September die Internationale Bodensee Tri Challenge auf der Langdistanz ausgetragen (3,8 km Schwimmen, 180 km Radfahren und 42,195 km Laufen).

### Wiederaufnahme 2012
Der Trans Vorarlberg Triathlon wurde nach fünfzehnjähriger Pause am 26. August 2012 wieder ausgetragen und es wurden vom Veranstalter etwa 500 Athleten am Start erwartet. Am Start gemeldet waren schließlich 350 Einzelteilnehmer sowie 80 Staffeln.
2014 war der Trans Vorarlberg das vierte Rennen der länderübergreifenden Kombinationswertung im Rahmen des Alpenass – zusammen mit dem Chiemsee Triathlon, dem Trumer Triathlon und dem Schliersee Alpen Triathlon – und es wurden etwa 1000 Athleten am Start in Bregenz erwartet.
Mit Bianca Steurer und Thomas Steger konnten 2015 erstmals seit der Erstaustragung 1993 wieder zwei Österreicher das Rennen für sich entscheiden. Neben diesem Rennen auf der Mitteldistanz gab es mit dem Raiffeisen Triathlon Bregenz am 17. Juni 2018 auch wieder einen Triathlon über die olympische Distanz. Der Trans Vorarlberg Triathlon wurde zuletzt am Sonntag, 26. August 2018 ausgetragen.
2019 wurden hier am 25. August die Österreichischen Triathlon-Staatsmeisterschaften auf der Mitteldistanz ausgetragen. Den Streckenrekord hält Thomas Steger seit 2019 in 3:41:59,8 Stunden. 2019 wurde der Trans Vorarlberg Triathlon fester Bestandteil der europaweiten Serie „European Triathlon League“ von „Spirit Multisport“. Die neu gegründete Serie umfasst aktuell vier Triathlon Veranstaltungen in vier Ländern:
- Triathlon de Portocolom auf Mallorca (11. Juni 2020)
- Chiemsee Triathlon (28. Juni 2020)
- Triathlon EDF Alpe d’Huez (30. Juli 2020)
- Trans Vorarlberg Triathlon (20. August 2020)

Die 14. Austragung 2020 wurde nach den Bestimmungen im Rahmen der Covid-19-Pandemie in einem geänderten Format ausgetragen: Am 30. August fanden in Rankweil die Schwimm- und Laufbewerbe statt und mit dem Radfahren am 27. September in Nenzing wurde der Bewerb komplettiert.
2021 wurde das Rennen am 11. Juli erstmals nicht über die Mitteldistanz, sondern in und um Rankweil über die Kurz- (olympische Distanz) und Sprintdistanz ausgetragen.

## Streckenverlauf
Der Start mit der Schwimmdistanz war in Bregenz am Bodensee. Das Ziel wurde 2012 vom Montafon (Bielerhöhe von 1993 bis 1997) nach Lech/Zürs an den Arlberg verlegt und dieser Bewerb ging seitdem über die folgenden Distanzen:
- 1,2 km Schwimmen im Bodensee,
- 93 km Radfahren von Bregenz nach Lech/Zürs am Arlberg (in den Jahren 2012 und 2013 noch 102 km) und
- 12 km Laufen in Lech.

Der Start der Schwimmdistanz erfolgte im Strandbad Bregenz und ging um eine Markierungsboje zum Festspiel-Gelände, wo sich die erste Wechselzone befindet.
Die Radstrecke ging vom Bregenzer Seeufer quer durch Vorarlberg nach Langen, durch den Bregenzerwald und über den 1676 Meter hohen Hochtannbergpass nach Lech. Eine Sonderwertung erfolgte auf der Radstrecke zwischen Mellau und Schoppernau – gemäß dem Titel der Vorarlberger Band Holstuonarmusigbigbandclub (durch das Lied „Vo Mello bis ge Schoppornou“, hochdeutsch „Von Mellau bis nach Schoppernau“). Die Radstrecke wurde 2014 von zuletzt 102 km auf 93 km reduziert.
Die Laufstrecke ging über einen zweimal zu absolvierenden Rundkurs in Lech.

## Ergebnisse

### Mitteldistanz
| N ° | Datum/Jahr                    | Männer               | Männer            | Männer               | Frauen                 | Frauen                | Frauen               |
| N ° | Datum/Jahr                    | Erster Platz         | Zweiter Platz     | Dritter Platz        | Erster Platz           | Zweiter Platz         | Dritter Platz        |
| --- | ----------------------------- | -------------------- | ----------------- | -------------------- | ---------------------- | --------------------- | -------------------- |
| 14  | 30. Aug. 2020 / 27. Sep. 2020 | Thomas Steger -5-    | Leon Pauger       | Ruedi Wild           | Lena Berlinger         | Ursula Trützschler    | Elena Berger         |
| 13  | 25. Aug. 2019                 | Thomas Steger -4- SR | Matt Trautman     | Ruedi Wild           | Daniela Ryf SR         | Annah Watkinson       | Nina Derron          |
| 12  | 26. Aug. 2018                 | Sebastian Neef       | Thomas Steger     | Roman Deisenhofer    | Bianca Steurer -2-     | Lena Berlinger        | Martina Kunz         |
| 11  | 26. Aug. 2017                 | Thomas Steger -3-    | Martin Bader      | Per Bittner          | Yvonne van Vlerken -2- | Bianca Steurer        | Simone Fürnkranz     |
| 10  | 27. Aug. 2016                 | Thomas Steger -2-    | Roman Deisenhofer | Thomas Heuschmidt    | Nina Brenn             | Anna Eberhardt-Halász | Lisa-Maria Dornauer  |
| 9   | 5. Sep. 2015                  | Thomas Steger        | Sebastian Neef    | Mario Albert         | Bianca Steurer         | Michaela Herlbauer    | Lena Berlinger       |
| 8   | 31. Aug. 2014                 | Christian Kramer -2- | Oliver Strankmann | Michael Göhner       | Laura Philipp -2-      | Lena Berlinger        | Nina Brenn           |
| 7   | 25. Aug. 2013                 | Christian Ritter     | Michael Göhner    | Sebastian Neef       | Laura Philipp          | Yvonne van Vlerken    | Nina Brenn           |
| 6   | 26. Aug. 2012                 | Oliver Strankmann    | Reto Stutz        | Max Renko            | Yvonne van Vlerken     | Vera Notz             | Jacqueline Uebelhart |
|     | 1998–2011                     | –                    | –                 | –                    | –                      | –                     | –                    |
| 5   | 23. Aug. 1997                 | Stefan Hachul -3-    | Mathias Klumpp    | Frank Horlacher      | Ute Schäfer -2-        | Kate Allen            | Claudia Walser       |
| 4   | 25. Aug. 1996                 | Stefan Hachul -2-    | Seppi Neuhauser   | Heinz Bamert         | Ute Schäfer            | Jasmine Hämmerle      | Ulrike Haas          |
| 3   | 26. Aug. 1995                 | Thomas Hellriegel    | Stefan Hachul     | Seppi Neuhauser      | Jasmine Hämmerle -3-   | Heike Kammerer        | Gabi Pauli           |
| 2   | 27. Aug. 1994                 | Stefan Hachul        | Wolfgang Kattnig  | Alexander Schawalder | Jasmine Hämmerle -2-   | Heike Kammerer        | Antje Heynert        |
| 1   | 28. Aug. 1993                 | Klaus Schwindelig    | Uwe Wamper        | Gerd Isele           | Jasmine Hämmerle       | Silvia Nußbaumer      | Hilde Wellens        |

| Österreichische Triathlon-Staatsmeisterschaft auf der Langdistanz (ÖTRV) | Österreichische Triathlon-Staatsmeisterschaft auf der Mitteldistanz (ÖTRV) |

Werner Battisti, Klaus König, Martin Summer, Wolfgang Vikoler, Nino Michelon (alle Dornbirn), Helmut Berger (Hirschegg; Vater von Dominik Berger), Armin Felder (Lauterach), Martin Greiser, Ralf Staudach (beide Hohenems) sowie Reinhard Tschol (Tschagguns) konnten alle fünf Austragungen zwischen 1993 und 1997 erfolgreich beenden.

### Kurzdistanz
| N ° | Datum/Jahr    | Männer       | Männer        | Männer        | Frauen            | Frauen         | Frauen              |
| N ° | Datum/Jahr    | Erster Platz | Zweiter Platz | Dritter Platz | Erster Platz      | Zweiter Platz  | Dritter Platz       |
| --- | ------------- | ------------ | ------------- | ------------- | ----------------- | -------------- | ------------------- |
| 1   | 11. Juli 2021 | Max Studer   | Martin Bader  | Andreas Jung  | Nicola Spirig-Hug | Lena Berlinger | Lisa-Maria Dornauer |

### Sprintdistanz
| N ° | Datum/Jahr    | Männer          | Männer        | Männer        | Frauen            | Frauen         | Frauen        |
| N ° | Datum/Jahr    | Erster Platz    | Zweiter Platz | Dritter Platz | Erster Platz      | Zweiter Platz  | Dritter Platz |
| --- | ------------- | --------------- | ------------- | ------------- | ----------------- | -------------- | ------------- |
| 1   | 11. Juli 2021 | Michael Ziegler | Jakob Meier   | Noah Künz     | Larissa Burtscher | Sarah Hämmerle | Anja Sorger   |